# Derde Slag bij Winchester
De Derde Slag bij Winchester vond plaats op 9 september 1864 in Frederick County, Virginia als deel van de veldtochten in de Shenandoahvallei van 1864 tijdens de Amerikaanse Burgeroorlog. Deze slag is ook gekend als de Slag bij de Opequon.
Terwijl de Zuidelijke luitenant-generaal Jubal A. Early de Baltimore & Ohio spoorweg aanviel bij Martinsburg, West Virginia, rukte de Noordelijke generaal-majoor Philip H. Sheridan op via de Berryville Pike naar Winchester met het VI Corps en XIX Corps. Zijn leger moest de Opequon Creek oversteken. De Noordelijke opmars werd hierdoor lang genoeg vertraagd zodat Early zijn troepen kon concentreren om Sheridans opmars te stuiten. De strijd was hard en er vielen veel slachtoffers aan beide zijden, ook onder de officieren. De Zuidelijke slaglinie werd langzaam maar zeker teruggedrongen naar de stad. In de late namiddag slaagde het Noordelijke VIII Corps en de cavalerie erin om de Zuidelijke linkerflank te keren. Early gaf het bevel tot een algemene terugtocht.

## Achtergrond
Sheridan kreeg het commando over het Army of the Shenandoah en werd naar de vallei gestuurd om af te rekenen met Early. Voor het grootste deel van de herfst waren beide opponenten voorzichtig geweest en slechts enkele kleine confrontaties uitgevochten. Early interpreteerde deze voorzichtigheid van Sheridan als schrik om te vechten. Daarom zette Early zijn leger in over een breed front van Martinsburg in West Virginia tot in Winchester, Virginia. Toen Sheridan hierover informatie kreeg van zijn verkenners gaf hij het bevel tot een aanval op Winchester.

## De slag
Early kon net op tijd zijn leger samentrekken bij Winchester om de Noordelijke aanval op 19 september op te vangen. De Noordelijke troepen dienden via een smalle weg door Berryville Canyon te marcheren om Winchester vanuit het oosten te bereiken. Als snel ontstond een opstopping door de bagagetrein waardoor de aanval vertraagd werd. Dit gaf Early extra tijd om zijn linies te versterken. Ondertussen arriveerde de divisie van generaal-majoor John B. Gordon uit het noorden en versterkte de linkerflank van Early’s stellingen.
Tegen de middag namen de Noordelijken hun aanvalsposities in. Sheridan gaf het bevel tot een algemene frontale aanval. Het VI Corps van generaal-majoor Horatio G. Wright stopte aan de linkerflank toen ze op de sterkte Zuidelijke stellingen botsten die werden gedekt door de Zuidelijke artillerie. Het XIX Corps aangevoerd door generaal-majoor William H. Emory, die ten noorden van het VI Corps oprukte kon Gordons soldaten enigszins terugdringen door bossen. Hun aanval stokte echter ook toen ze aan de andere kant de bossen uitkwamen en beschoten werden door artillerie.
Het VI Corps kon de aanval verder zetten en begon de Zuidelijke rechterflank terug te dringen. Tijdens deze opmars ontstond een gat tussen het VI en XIX Corps. De divisie van brigadegeneraal David Allen Russel werd in allerijl naar voren gestuurd om het gat te dichten. Russel werd geraakt in de borst maar bleef toch aan het hoofd van zijn divisie. De brigade van brigadegeneraal Emory Upton was de eerste die de plaats bereikte, maar kwam te laat. De Zuidelijken hadden reeds een tegenaanval ingezet en stroomden door het ontstane gat. Upton stelde zijn eenheden op in slaglinie en ging tot de aanval over. De voorst eenheid werd geleid door kolonel Ranald S. Mackenzie. Russel werd een tweede keer geraakt en viel dodelijk gewond neer. Upton nam het bevel van de divisie op zich.
Op dit moment tijdens de slag stuurde Sheridan het VIII Corps (Army of West Virginia) aangevoerd door brigadegeneraal George Crook naar voren om de Zuidelijke linkerflank aan te vallen. Tegelijkertijd draaiden cavalerie-eenheden van brigadegeneraal James H. Wilson ronde de Zuidelijke rechterflank. Toen de drie korpsen hun stellingen hadden ingenomen, gaf Sheridan opnieuw het bevel tot een algemene aanval. Deze opmars startte slecht. Crooks eenheden moesten oprukken door een moeras en het XIX Corps raakte zelfs niet vooruit. Upton probeerde de eenheden van het XIX Corps naar voor te sturen toen een kanonskogel een deel van zijn bovenbeen afschoot. Een aanwezige dokter kon het bloeden stoppen. Upton voerde de rest de slag het bevel over zijn divisie vanop een brancard.  Na zware gevechten begon de Zuidelijke linie het te begeven. Sheridan reed langs de linies om zijn manschappen aan te moedigen.
In de late namiddag arriveerden er twee Noordelijke cavaleriedivisies die onmiddellijk de vijandelijk linkerflank aanvielen. De divisie van brigadegeneraal Wesley Merrit stormde op de borstweringen af, terwijl brigadegeneraal William W. Averell langs de flank draaide. Het Zuidelijke leger trok zich terug.

## Gevolgen
Deze slag was een keerpunt in de strijd om de Shenandoahvallei. Early kon het grootste deel van zijn leger terugtrekken maar zou bijkomende nederlagen lijden bij Fisher's Hill en Tom's Brook. Een maand later werd Early verslagen in de  Slag bij Cedar Creek. Deze en ander Noordelijke overwinningen hielp Abraham Lincoln om herverkozen te worden.
De slag heeft veel slachtoffers gemaakt onder de officieren. In het Noordelijke leger sneuvelde brigadegeneraal David A. Russell en raakten de brigadegeneraals Emory Upton, George H. Chapman en John B. McIntosh ernstig gewond. Bij de Zuidelijken sneuvelde generaal-majoor Robert E. Rodes. Generaal-majoor Fitzhugh Lee, brigadegeneraals William Terry, Archibald Godwin en kolonel William Wharton raakten gewond. Een van de Zuidelijke gesneuvelden was kolonel George S. Patton, Sr. Zijn kleinzoon en naamgenoot was de latere generaal George S. Patton, Jr.

## Aanbevolen lectuur
- Early, Jubal A. A Memoir of the Last Year of the War for Independence in the Confederate States of America. Edited by Gary W. Gallagher. Columbia: University of South Carolina Press, 2001. ISBN 1-57003-450-8.
- Gallagher, Gary W., ed. The Shenandoah Valley Campaign of 1864. Military Campaigns of the Civil War. Chapel Hill: University of North Carolina Press, 2006. ISBN 978-0-8078-3005-5.
- Gallagher, Gary W., ed. Struggle for the Shenandoah: Essays on the 1864 Valley Campaign. Kent, OH: Kent State University Press, 1991. ISBN 0-87338-429-6.
- Wert, Jeffry D. From Winchester to Cedar Creek: The Shenandoah Campaign of 1864. New York: Simon & Schuster, 1987. ISBN 0-671-67806-X.
- Wittenberg, Eric J. Little Phil: A Reassessment of the Civil War Leadership of Gen. Philip H. Sheridan. Washington, DC: Potomac Books, 2002. ISBN 1-57488-548-0.